# Lowell (Massachusetts)

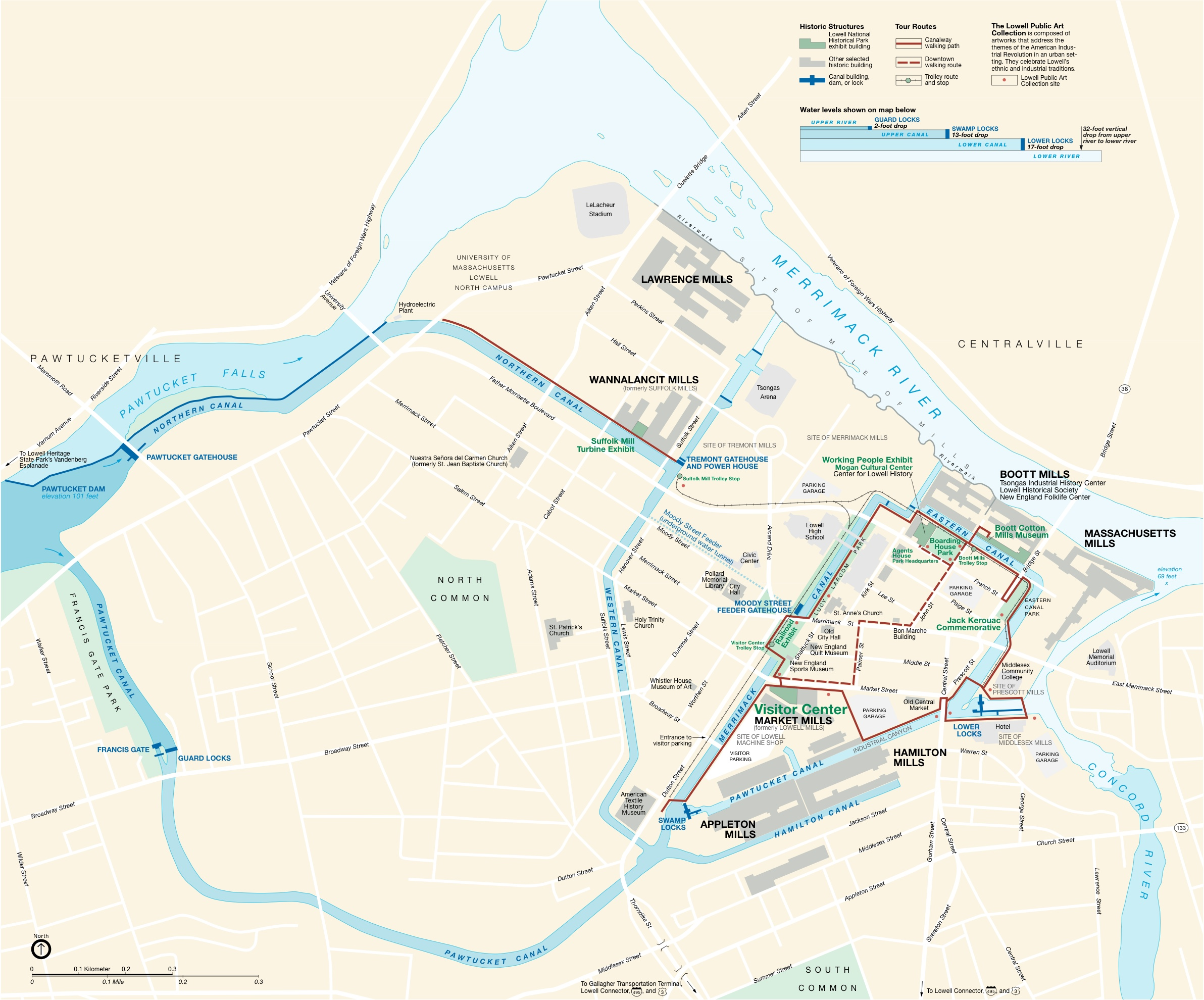
Kaart van het kanalennetwerk in Lowell

Lowell is een stad in de Amerikaanse staat Massachusetts, 50 km ten noordwesten van Boston. De stad telt 105.167 inwoners. Het is hiermee de op drie na grootste stad in Massachusetts en de 218e stad in de Verenigde Staten (2000).

## Geschiedenis
Lowell werd gegrondvest bij de Pawtucketwaterval in de Merrimack. Over een lengte van bijna 2 kilometer valt de rivier ruim 10 meter naar beneden en het is een hindernis voor de scheepvaart. Voor Lowell werden de schepen gelost, de vracht over land vervoerd en na de waterval werd de scheepsreis vervolgd. Dit was zeer bewerkelijk en duur en in 1796 werd het Pawtucketkanaal gegraven. Het kanaal telt drie schutsluizen, van noord naar zuid zijn dit de “Guardlocks”, de “Swamplocks” en de “Lowerlocks”. Na het passeren van deze laatste sluis komen de schepen in de Concord, een zijrivier van de Merrimack. Omstreeks 1820 ging het kanaal ook een belangrijke rol spelen bij de industriële ontwikkeling van de stad. Het kanaal leverde het water voor de watermolens.
Lowell werd een centrum voor de textielindustrie. In de 19e eeuw was het een bloeiende industriestad, die vele immigranten aantrok om in de fabrieken te werken. Toen in de 20e eeuw de textielindustrie sterk achteruit ging, begon een moeilijke tijd voor Lowell. In de laatste jaren heeft Lowell nieuwe hightechbedrijven aangetrokken, onder andere als gevolg van het vormen van een nieuwe universiteit in 1975, die nu bekendstaat als de University of Massachusetts at Lowell.

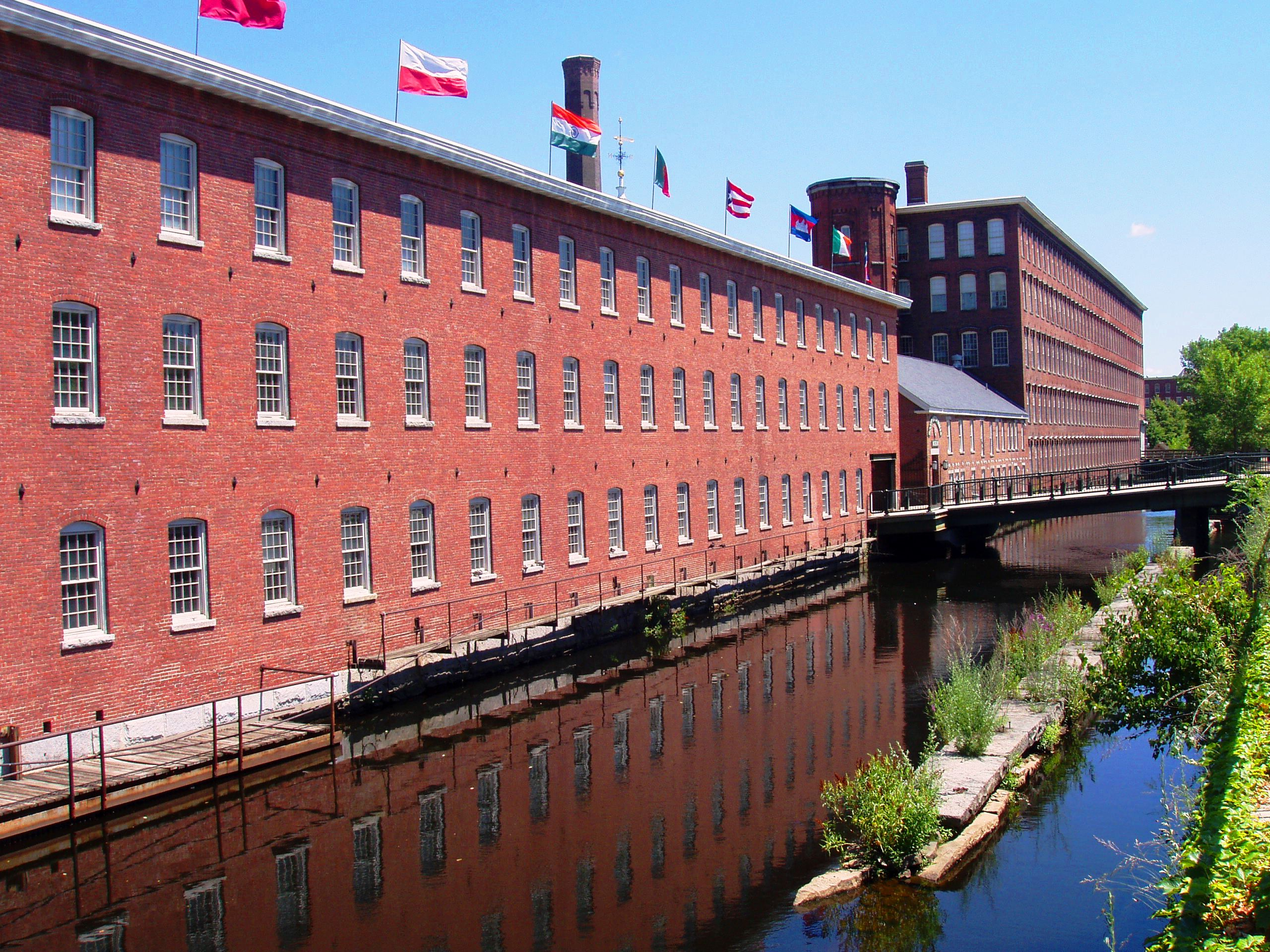
Lowell, voormalige textielfabriek, nu een museum

Een aantal voormalige textielfabrieksgebouwen langs de rivier zijn gerestaureerd, en maken nu deel uit van het Lowell National Historic Park, een nationaal park dat de geschiedenis van de textielindustrie in Lowell laat zien.
De oppervlakte van Lowell bedraagt 35,7 km², waarmee het de 230e stad is.

## Demografie
Van de bevolking is 10,8 % ouder dan 65 jaar en bestaat voor 29 % uit eenpersoonshuishoudens. De werkloosheid bedraagt 3,3 % (cijfers volkstelling 2000).
Ongeveer 14 % van de bevolking van Lowell bestaat uit hispanics en latino's, 4,2 % is van Afrikaanse oorsprong en 16,5 % van Aziatische oorsprong.
Het aantal inwoners steeg van 103.428 in 1990 naar 105.167 in 2000.

## Klimaat
In januari is de gemiddelde temperatuur -4,3 °C, in juli is dat 22,9 °C. Jaarlijks valt er gemiddeld 1068,6 mm neerslag (gegevens op basis van de meetperiode 1961-1990).

## Plaatsen in de nabije omgeving
De onderstaande figuur toont nabijgelegen plaatsen in een straal van 16 km rond Lowell.

## Geboren in Lowell (Mass)
Lowell was de geboorteplaats van:
- James McNeill Whistler (1834-1903), schilder en schrijver
- Willard Metcalf (1858–1925), kunstschilder
- Bette Davis (1908-1989), actrice
- Nancy Kelly (1921–1995), actrice
- Frank Morse (1921-1994), politicus en diplomaat
- Jack Kerouac (1922-1969), schrijver
- Johnny Thomson (1922–1960), autocoureur
- Olympia Dukakis (1931-2021), actrice
- Dean Tavoularis (1932), production designer
- Robert Tessier (1934-1990), acteur en stuntman
- Paul Tsongas (1941–1997), politicus
- Richard Linnehan (1957), astronaut
- Michael Chiklis (1963), acteur
- Scott Grimes (1971), acteur

Lowell is ook de 'geboorteplaats' van het telefoonnummer: tijdens een mazelenepidemie was de plaatselijke huisarts Moses Greeley Parker bang dat alle vier de telefonisten ten prooi zouden vallen aan de ziekte, waardoor de telefoon in de ruim 200 abonnees tellende stad (op 60.000 inwoners) zou uitvallen. Daarom liet hij de namen van de abonnees vervangen door nummers, zodat hulptelefonisten de taak makkelijker zouden kunnen overnemen. Parker was vroeg overtuigd van de mogelijkheden van de telefoon, en in 1883 al was hij een van de grootste individuele aandeelhouders in de National Bell Telephone Company en de American Telephone Company.